# Каннара (Италия)
Канна́ра (итал. Cannara) — коммуна в Италии, располагается в области Умбрия, подчиняется административному центру Перуджа.
Население составляет 3880 человек, плотность населения составляет 121 чел./км². Коммуна занимает площадь 32 км². Почтовый индекс — 6033. Телефонный код — 0742.
Покровителем коммуны почитается святой апостол Матфей. Праздник ежегодно празднуется 21 сентября.